# Milmersdorf
Milmersdorf [ˈmɪlmɐsdɔʁf] ist eine Gemeinde im Landkreis Uckermark in Brandenburg (Deutschland). Sie wird vom Amt Gerswalde mit Sitz in der gleichnamigen Gemeinde verwaltet.

## Geografie
Die uckermärkische Gemeinde liegt in einem wald- und seenreichen Gebiet zwischen den Städten Prenzlau, Joachimsthal und Templin. Das Gemeindegebiet reicht im Süden bis in die Schorfheide und hat Anteile am Biosphärenreservat Schorfheide-Chorin. Die hügelige Umgebung erreicht nahe dem Ortsteil Hohenwalde eine Höhe von 109 m ü. NHN. Der größte See im Gemeindegebiet ist der Kölpinsee.
Umgeben wird Milmersdorf von den Nachbargemeinden Gerswalde im Nordosten, Temmen-Ringenwalde im Südosten sowie Templin im Südwesten, Westen und Nordwesten.

## Gemeindegliederung
Die Gemeinde besteht aus folgenden bewohnten Gemeindeteilen und Wohnplätzen:
Gemeindeteile
| - Ahlimbsmühle - Engelsburg - Götschendorf | - Groß Kölpin - Hohenwalde - Milmersdorf | - Petersdorf - Petersdorfer Siedlung |

Wohnplätze
| - Ahrensnest - Die Zehner-Siedlung - Haferkamp | - Hahnwerder - Luisenhof - Milmersdorfer Mühle | - Schwarzer Tanger - Siedlung Schönberg |

Historisch gehörten auch die Wohnplätze Ahrensberg, Alt-Hohenwalde, Collin und Wilhelmshof zu Milmersdorf.

## Geschichte
Im Jahr 1320 taucht der Name Mildebraderstorp erstmals urkundlich auf. Über Melmersdorp entwickelte sich langsam der Name Milmersdorf.
Zum 1. Mai des Jahres 1849 wurden die Milmersdorfer Postexpedition und Station aufgrund der Fertigstellung der Chaussee von Templin bis zu ihrer Einmündung in die Berlin-Prenzlauer-Chaussee aufgehoben. Die Tour der Berlin-Prenzlauer Personenpost zwischen Templin und Prenzlau wurde auf die neue direkte Chaussee verlegt.
Milmersdorf in der ländlichen Region Uckermark besitzt keinen typischen Ortskern und keine gewachsenen Dorfstrukturen. In den 1960er Jahren wurden hier Arbeitskräfte für ein großes Betonwerk – im Ortsteil Götschendorf – angesiedelt (heute Betonwerk Milmersdorf GmbH). Für die Beschäftigten wurde damals Wohnraum in Form der so genannten „Plattenbauten“ geschaffen.
2007 wurde das russisch-orthodoxe Kloster Götschendorf gegründet.
Verwaltungsgeschichte
Milmersdorf und seine heutigen Gemeindeteile gehörten seit 1817 zum Kreis Templin in der preußischen Provinz Brandenburg und ab 1952 zum Kreis Templin im DDR-Bezirk Neubrandenburg. Seit 1993 liegen die Orte im brandenburgischen Landkreis Uckermark.
Eingemeindet wurden:
1. Mai 1954: Petersdorf
1. Oktober 1961: Ahrensdorf, am 1. Juli 1993 nach Templin ausgegliedert
1. Januar 1973: Götschendorf
31. Dezember 2001: Groß Kölpin

## Bevölkerungsentwicklung
| Jahr | Einwohner |
| ---- | --------- |
| 1875 | 329       |
| 1890 | 279       |
| 1910 | 270       |
| 1925 | 256       |
| 1933 | 217       |
| 1939 | 260       |

| Jahr | Einwohner |
| ---- | --------- |
| 1946 | 0 379     |
| 1950 | 0 409     |
| 1964 | 1 987     |
| 1971 | 2 163     |
| 1981 | 2 522     |
| 1985 | 2 477     |

| Jahr | Einwohner |
| ---- | --------- |
| 1990 | 2 460     |
| 1995 | 1 979     |
| 2000 | 1 843     |
| 2005 | 1 814     |
| 2010 | 1 626     |
| 2015 | 1 466     |

| Jahr | Einwohner |
| ---- | --------- |
| 2020 | 1 463     |
| 2021 | 1 436     |
| 2022 | 1 418     |
| 2023 | 1 403     |
| 2024 | 1 389     |

Gebietsstand des jeweiligen Jahres, Einwohnerzahl: Stand 31. Dezember (ab 1991), ab 2011 auf Basis des Zensus 2011, ab 2022 auf Basis des Zensus 2022

## Politik

### Gemeindevertretung
Die Gemeindevertretung von Milmersdorf besteht entsprechend der Einwohnerzahl der Gemeinde aus zehn Gemeindevertretern und der ehrenamtlichen Bürgermeisterin. Die Kommunalwahl am 9. Juni 2024 führte bei einer Wahlbeteiligung von 59,7 % zu folgendem Ergebnis:
| Partei / Wählergruppe                | Stimmenanteil 2019 | Sitze 2019 |        | Stimmenanteil 2024 | Sitze 2024 |
| ------------------------------------ | ------------------ | ---------- | ------ | ------------------ | ---------- |
| Wir für hier                         | 61,6 %             | 6          | 49,4 % | 5                  |            |
| Einzelbewerber Klaus-Christian Arndt | –                  | –          | 20,8 % | 1                  |            |
| AfD                                  | –                  | –          | 07,9 % | 1                  |            |
| Einzelbewerberin Marie Winter        | –                  | –          | 07,6 % | 1                  |            |
| Einzelbewerber Ingo Tabbert          | 09,1 %             | 1          | 07,6 % | 1                  |            |
| Einzelbewerberin Antje Schindler     | –                  | –          | 03,7 % | –                  |            |
| Einzelbewerber Roland Kirsch         | 03,5 %             | –          | 03,0 % | –                  |            |
| Die Linke                            | 11,3 %             | 1          | –      | –                  |            |
| CDU                                  | 09,0 %             | 1          | –      | –                  |            |
| Einzelbewerberin Antje Plötz         | 05,6 %             | 1          | –      | –                  |            |
| Insgesamt                            | 100 %              | 10         | 100 %  | 9                  |            |

Bei der Wahl 2024 entfielen auf den Einzelbewerber Arndt zwei Sitze, von denen einer unbesetzt bleibt.

### Bürgermeister
- 1998–2019: Klaus-Christian Arndt (SPD)[11]
- seit 2019: Elke Grabowski (Wir für hier)

Grabowski wurde in der Bürgermeisterwahl am 26. Mai 2019 ohne Gegenkandidat mit 81,5 % der gültigen Stimmen gewählt. Am 9. Juni 2024 wurde sie wiederum ohne Gegenkandidat mit 61,1 % der gültigen Stimmen in ihrem Amt bestätigt. Ihre Amtszeit beträgt fünf Jahre.

## Sehenswürdigkeiten

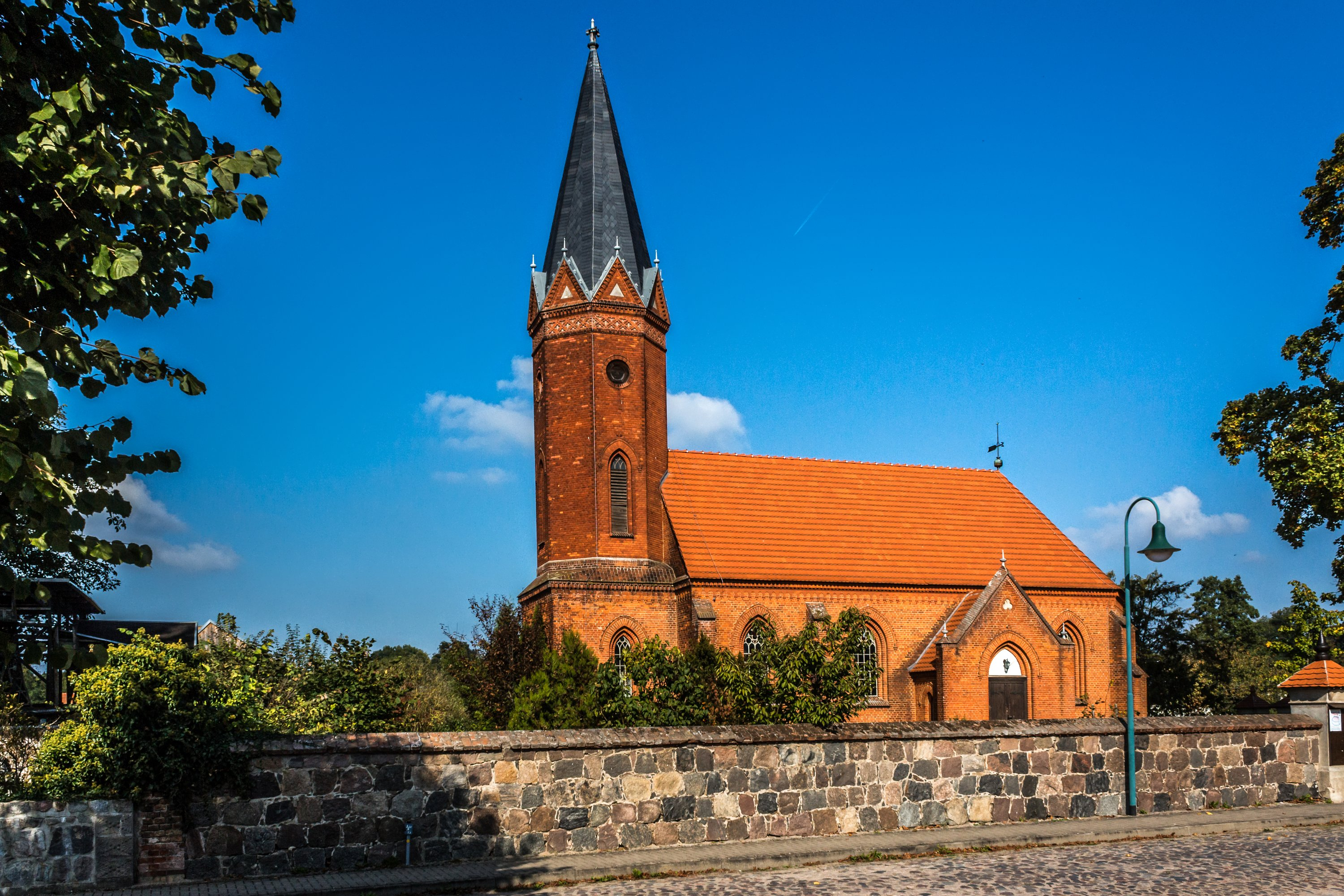
Kirche Milmersdorf

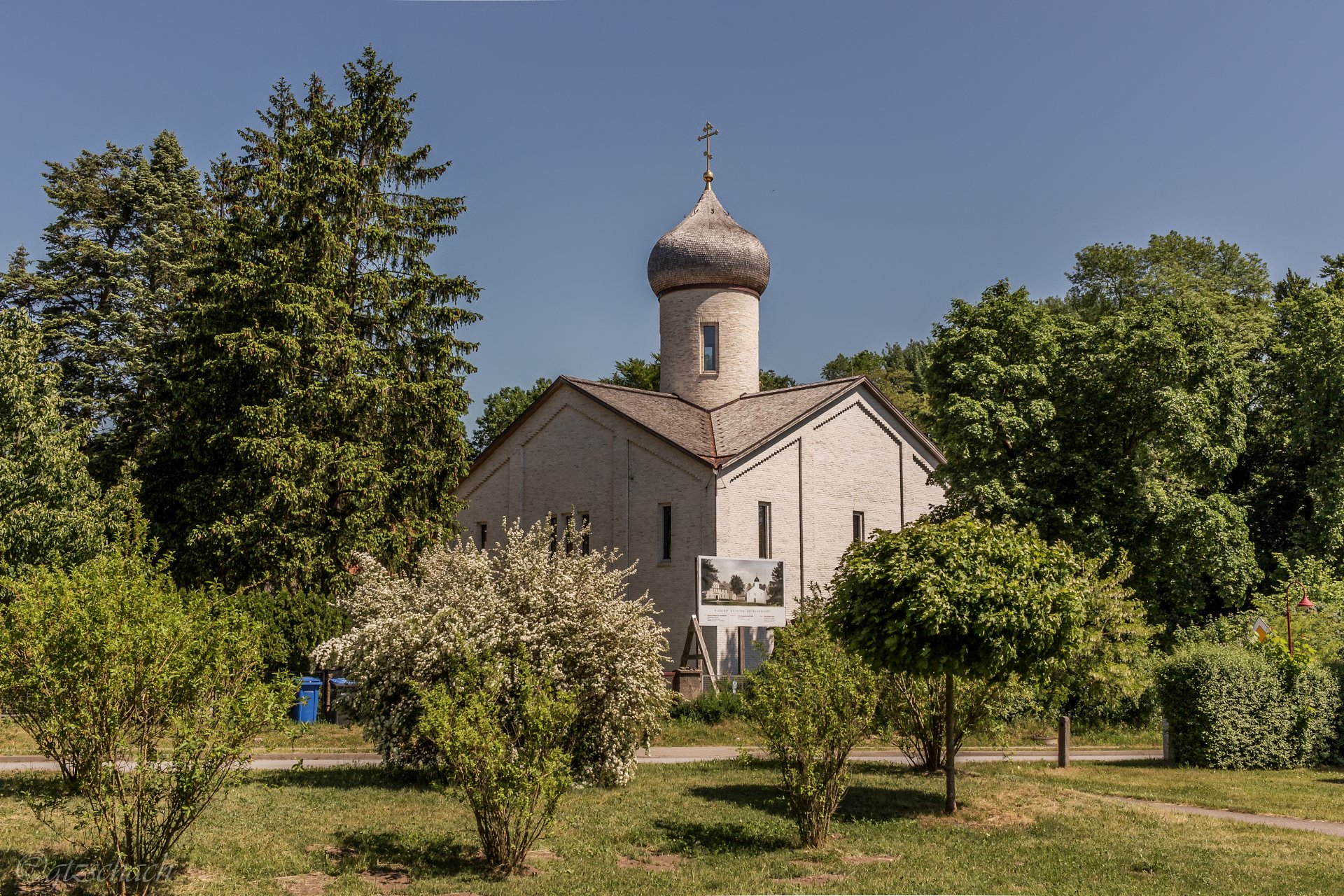
Kloster Götschendorf

In der Liste der Baudenkmale in Milmersdorf stehen die in der Denkmalliste des Landes Brandenburg eingetragenen Baudenkmale.

## Verkehr
In Milmersdorf kreuzen sich die Landesstraßen L 23 zwischen Templin und Joachimsthal sowie die L 100 zwischen Mittenwalde und Groß Schönebeck.  An der Kreuzung beider Landesstraßen wurde die ursprüngliche Ampelregelung 2020 durch einen Kreisverkehr ersetzt. Die nächstgelegene Autobahnanschlussstelle ist Pfingstberg an der A 11 Berlin-Stettin.
Der Personenverkehr auf der Bahnstrecke Britz–Fürstenberg mit dem  Bahnhof Milmersdorf war von 2006 bis 2018 zwischen Joachimsthal und Templin eingestellt und wurde von Dezember 2018 bis Dezember 2022 wieder von Eberswalde bis Templin durchgängig bedient. Seitdem ist der Zugverkehr der RB63 wieder eingestellt.
Der öffentliche Personennahverkehr wird unter anderem durch den PlusBus des Verkehrsverbund Berlin-Brandenburg erbracht. Folgende Verbindungen führen, betrieben von der Uckermärkische Verkehrsgesellschaft, durch Milmersdorf:
- Linie 502: Templin ↔ Milmersdorf ↔ Mittenwalde ↔ Haßleben ↔ Prenzlau
- Linie 515: Templin ↔ Milmersdorf ↔ Ringenwalde ↔ Friedrichswalde ↔ Joachimsthal

## Persönlichkeiten
- Hermann von Arnim (1802–1875), Rittergutsbesitzer, geboren in Milmersdorf
- Angela Merkel (* 1954), ehemalige deutsche Bundeskanzlerin, besitzt im Gemeindeteil Hohenwalde eine Datsche